# Calycopsis simplex
Calycopsis simplex is een hydroïdpoliep uit de familie Bythotiaridae. De poliep komt uit het geslacht Calycopsis. Calycopsis simplex werd in 1925 voor het eerst wetenschappelijk beschreven door Kramp & Damas. 